# Heinrich Wilhelm Friedrich von Kleist
Heinrich Wilhelm Friedrich von Kleist (* 2. September 1751 in Havelberg; † 7. September 1825 in Thorn) war ein hoher preußischer Richter.

## Leben

### Herkunft
Heinrich Wilhelm Friedrich von Kleist war ein Angehöriger der hinterpommerschen Adelsfamilie von Kleist aus dem Hause Schwellin und Voldekow. Er wurde als vierter Sohn des preußischen Generalmajors Reimar von Kleist (1710–1782) und dessen Ehefrau Hedwig Elisabeth von der Hagen (1722–1806), der älteren Schwester des Historikers Thomas Philipp von der Hagen, geboren. Ludwig Franz Philipp Christian von Kleist (1748–1809) war sein älterer Bruder.

### Berufliche Laufbahn
Während seine Brüder wie viele der Familie von Kleist die militärische Laufbahn einschlugen, studierte Heinrich Wilhelm Friedrich Rechtswissenschaft. Nach Abschluss seines Studiums wurde er 1775 Referendar bei der Regierung in Magdeburg, um dann vom Verwaltungsdienst in den Justizdienst zu wechseln und 1780 Hofgerichtsrat in Bromberg zu werden. Hier wirkte er maßgeblich bei der Einrichtung und Organisation der preußischen Justizverwaltung in der durch die Erste Teilung Polens 1772 neu erworbene Provinz Westpreußen mit. Nicht zuletzt wegen seiner dabei bewiesenen organisatorischen Befähigung wurde er von der preußischen Krone 1792 zum Hofgerichtspräsidenten für Westpreußen in Bromberg ernannt.
Bereits 1778 hatte Kleist für 20.000 Reichsthaler das Rittergut Przylubie erworben und sich damit finanziell stark belastet. Deshalb bat er den König 1801 um eine Zulage mit der Begründung, andere und jüngere Hofgerichtspräsidenten verdienten mehr als er. Er habe sich zudem besonders bei der Einrichtung geordneter Verhältnisse in dem zuvor unzivilisierten Land engagiert, auch habe er große Verluste an seinem Gut durch die letzte polnische Insurrektion erlitten. König Friedrich Wilhelm III. lehnte das Gesuch mit der Begründung ab, er habe ihm bereits zwei Jahre zuvor eine Zulage von 200 Thalern bewilligt.
Die wirtschaftlichen Verhältnisse Kleists verschlechterten sich weiter, weil ihm die Einquartierung von 1809 einen Schaden von 12.000 Thalern verursacht habe. Deshalb musste er sein Gut schließlich verkaufen und in die Stadt ziehen. Er starb am 7. September 1825 in Thorn.

### Familie
Verheiratet war er mit Leopoldine Carolone Elisabeth von Wiersbitzky († 1812). Das Paar hatte vier Söhne und sechs Töchter.